# スペクトラム RC

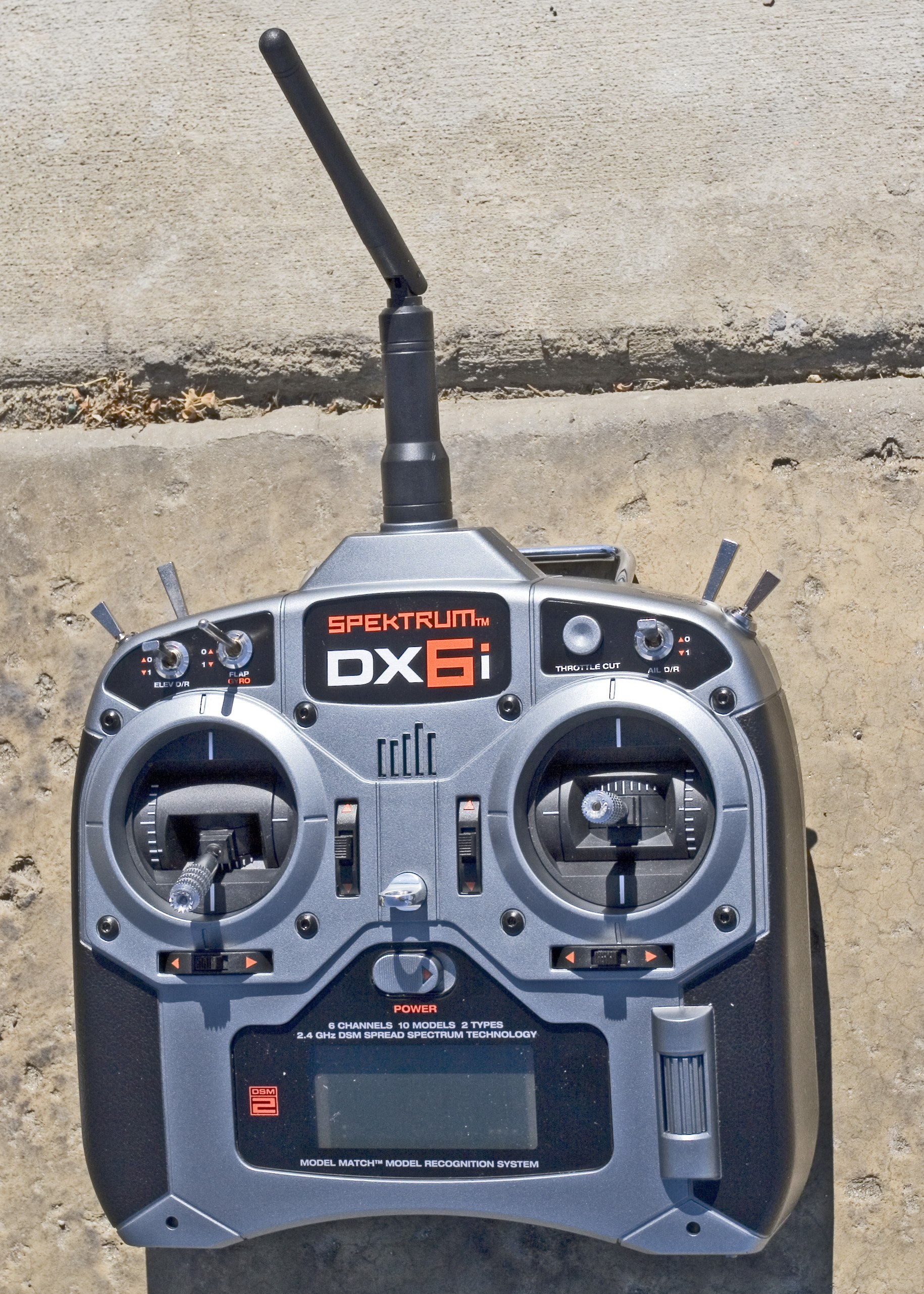
ヘリコプターや飛行機の両方の模型に使用されるスペクトラム DX6i 6チャンネル装備スペクトラム分割コンピュータ式プロポ

スペクトラム（Spektrum） は趣味のラジコン模型自動車や無線操縦飛行機に使用される無線操縦装置のブランドである。スペクトラムはホライゾン ホビーの一部門である。
アメリカ、日本、ヨーロッパでのR/Cの趣味では一般的にFM（周波数変調）式で27 MHz、35 MHz、49 MHzと72 MHzのようなHF（短波）とVHF（超短波）の帯域が使用される。スペクトラムは2.4 GHz ISMバンドの周波数帯で直接拡散シーケンス（DSSS）技術を使用する製品を販売する。スペクトラムはそれらの技術を"デジタルスペクトラム変調"（Digital Spectrum Modulation）と呼ぶ。それぞれの送信機と受信機には固有のグローバル一意識別子（GUID）が割り当てられており、付近の他のスペクトラムDSMx システムと混信しないようになっている。この動作は送信機と受信機の双方が2.4 GHzの周波数帯で連続的に変更する。スペクトラムのシステムは同様に"機体毎"に固有の識別子が与えられ、送信機のプログラムで機体の飛行特性に応じた設定を管理できる。これにより所有する1台の送信機でRCヘリコプターやRC飛行機に対応できる。
スペクトラムは無線操縦模型用の2.4 GHzの分割スペクトラム無線装置で独自の製品である。それらはPaul Beardによって原型が開発された。